# Rasha Abbas
Rasha Abbas   (Latakia, 1984)(àrab: رشا عبّاس, Raxā ʿAbbās) és una escriptora i periodista siriana.

## Biografia
Va estudiar periodisme a la Universitat de Damasc. Abans de la guerra civil siriana, va treballar com a editora a la televisió pública i va publicar la col·lecció d'històries curtes Adam Hates TV, per la qual va guanyar el premi Arab Capital of Culture el 2008 per a joves escriptors. Quan va esclatar la guerra de Síria el 2011, es va unir al moviment de protesta antigovernamental, i un any més tard va veure’s forçada a exiliar-se. Va deixar el seu país natal el 2012 per anar a Beirut, i després de guanyar la beca Jean-Jacques Rousseau de l'Akademie Schloss Solitude, es va traslladar a Stuttgart, Alemanya, i després a Berlín, on darrerament viu, des d'on ha publicat la seva segona col·lecció de contes curts, titulada The Gist of It (Al-Mutawassit Books, 2017).
El 2013 va coescriure el guió d'un curtmetratge, Happiness and Bliss, produït per Bedayat, i el 2014 va contribuir, com a escriptora i com a traductora, a Syria Speaks: Art and Culture from the Frontline, publicat per Saqi Llibres. Ha estat conferenciant per diverses ciutats europees, així a la cimera de literatura àrab de dos dies, organitzada pel Shubbak Festival, a Londres, o a Kosmopolis, al Centre de Cultura Contemporània de Barcelona (CCCB).
The gist of it ha estat traduïda al català per Margarida Castells i Criballés (Èter Edicions, 2024).

## Obra publicada

### Llibres
- Rasha Abbas (2016). Die Erfindung der deutschen Grammatik [La invenció de la gramàtica alemanya] (en alemany).
- Rasha Abbas (2017). ملخص ما جرى (Resum del que va passar). Milà: Manshurat Al-Mutawassit.
- Rasha Abbas (2008). آدم يكره التليفزيون (Adam hates TV).

### Traduccions al català
- Abbàs, Rasha. ملخص ما جرى  / Resum del que va passar. Traducció: Margarida Castells. [Barcelona]: Èter Edicions, 2024. ISBN 9788412703788